# Neozimiris crinis
Neozimiris crinis är en spindelart som beskrevs av Norman I. Platnick och Mohammad U. Shadab 1976. Neozimiris crinis ingår i släktet Neozimiris och familjen Prodidomidae. Inga underarter finns listade i Catalogue of Life.